# Locomotiva FS 676
La locomotiva FS 676 era una locomotiva a vapore con tender per treni viaggiatori a 3 assi motori accoppiati e carrello biassiale anteriore portante di costruzione tedesca.

## Storia
La locomotiva del gruppo 676, che rimase unico esemplare presso le Ferrovie dello Stato italiane, era una locomotiva prussiana S 10 costruita nel 1914 dalla Schwartzkopff, in Germania, assegnata all'Italia in conto riparazioni alla fine della prima guerra mondiale. La macchina giunta a seguito del Trattato di Versailles tra 1919 e 1920 rimase poco tempo nel territorio nazionale dato che l'unicità delle prestazioni non ne consentiva un uso in turno regolare. Dopo il 1923 venne ceduta alla Francia in cambio di un'altra locomotiva, forse la 421.049.

## Caratteristiche
La locomotiva FS 676 (prussiana S 10) era a vapore surriscaldato, a quattro cilindri e semplice espansione con una cilindrata di 366 dm³; montava un surriscaldatore di tipo Schmidt. La caldaia era tarata a 14 bar di pressione ed aveva una produzione oraria di vapore di 8.400 kg ad una temperatura di 370 gradi centigradi. La locomotiva sviluppava la potenza effettiva al cerchione di 1.500 CV. Era dotata di ruote motrici di grande diametro 1.980 mm che le permettevano di raggiungere la velocità di 110 km/h. Per migliorare l'inscrizione in curva, dato il notevole passo rigido di 4.700 mm, il bordino dell'asse motore centrale era ridotto. Alla locomotiva era agganciato un tender a carrelli di tipo 2'2'T 31,5.